# Elva (Estonia)

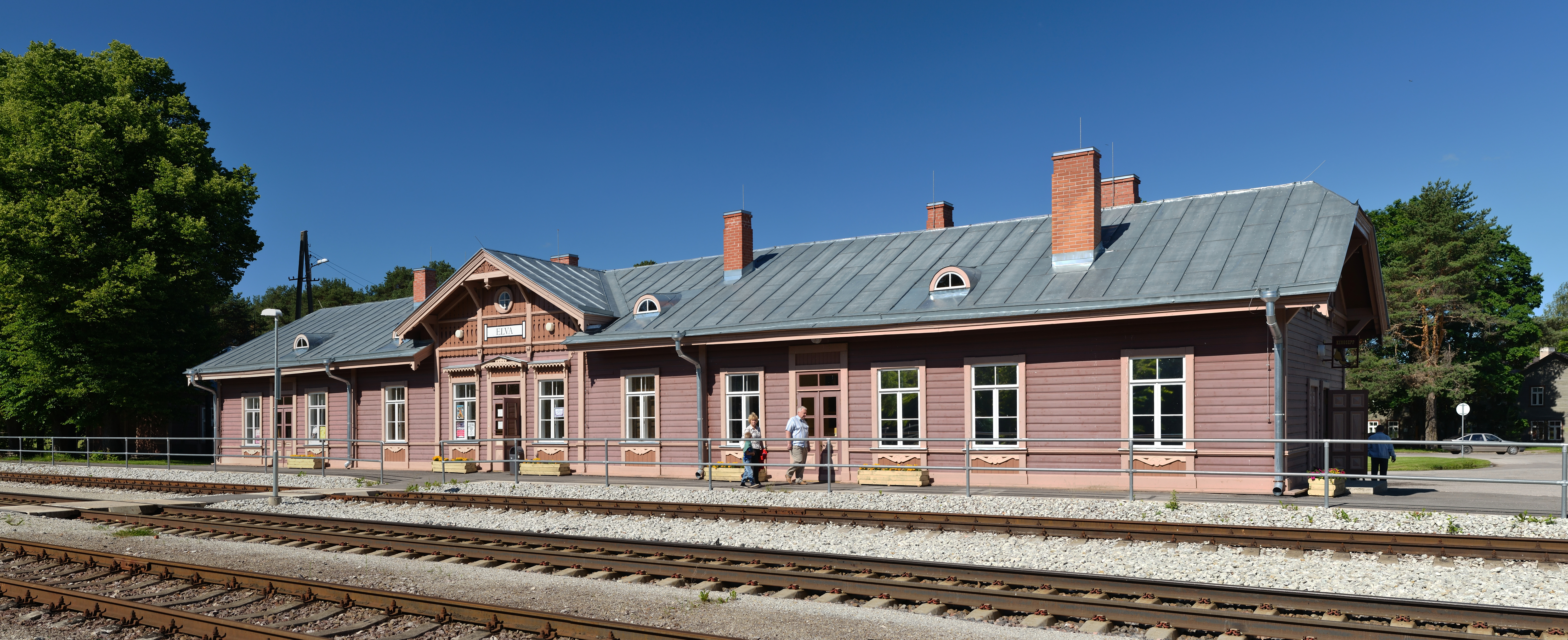

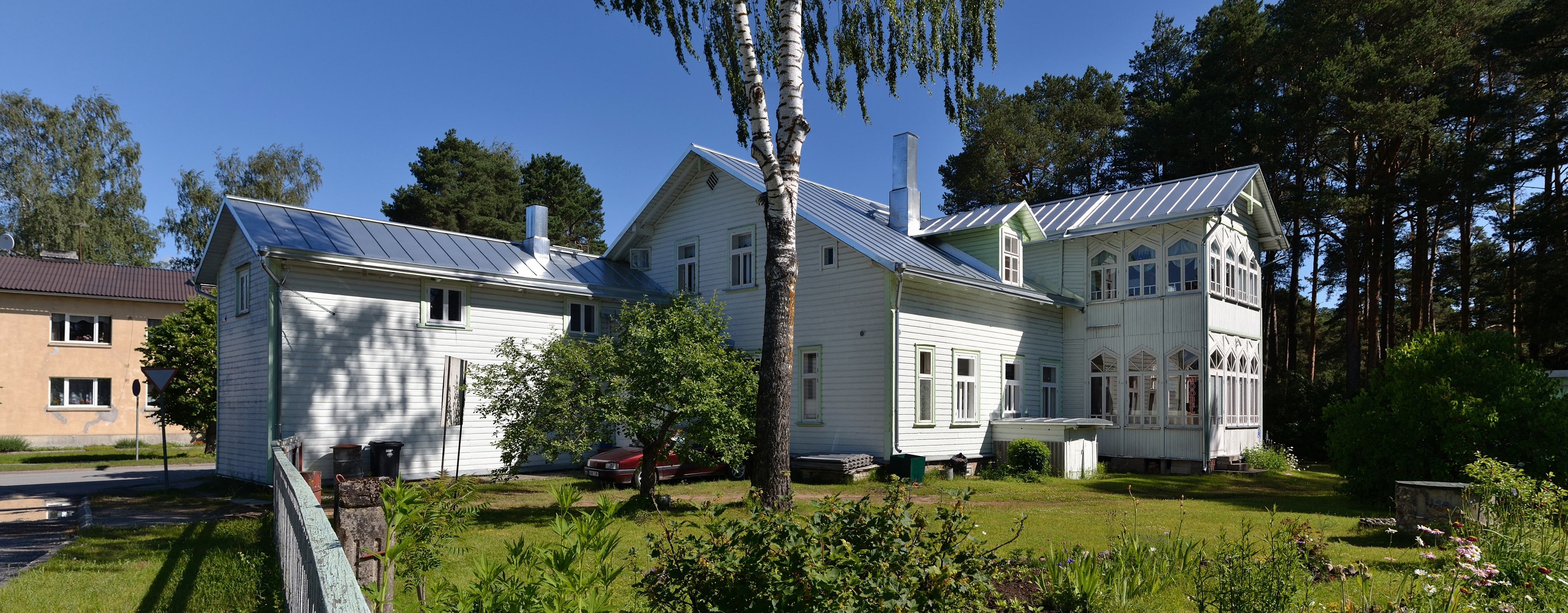

Elva (en alemán Elwa) es una ciudad del sureste de Estonia, localizada en el condado de Tartu.
Se encuentra a 25 kilómetros de la capital del condado Tartu.

## Historia
Elva surgió alrededor de una estación de tren de la línea de ferrocarril que une Tartu con Valga, el corredor ferroviario fue construido entre los años 1886 y 1889 y ya en este último año se encuentra la primera mención de la población en un periódico estonio. Hasta ese momento en el lugar sólo se encontraban algunas granjas y una oficina de correos.
Elva recibe su nombre del río Elva que aparece con ese nombre en libros del siglo XVII. 
En 1913 fue abierta una escuela de segundo grado, y el recibió el 1 de mayo de 1938 recibió el estatus de ciudad.
Durante la Segunda Guerra Mundial el centro urbano sufrió graves daños. Desde 1950, hasta 1962 Elva se convirtió en el centro un distrito de la RSS de Estonia. Los derechos de ciudad fueron restaurados en 1965.

## Geografía
Elva es el segundo municipio en población del condado de Tartu después de la capital.
Por la ciudad discurre el río homónimo, además en el término municipal se localizan dos importantes lagos, el lago Verevi posee unas costas arenosas, que se convierten en verano en una popular playa y es sede de múltiples eventos al aire libre. Y el lago Arbi, en cuyas orillas abundan los cañaverales. 
El 40 % del terreno de la ciudad lo conforman parques y áreas protegidas.
La ciudad limita al norte y al este con el municipio de Nõo, al sur con el de Rõngu y al oeste con el de Konguta. 
La empresa más importante de Elva, y de toda Estonia meridional, es la Enics Eesti AS, perteneciente al Enics Group, empresa que proporciona productos electrónicos. 
Elva también tiene una escuela, Elva Gümnaasium, que ofrece educación desde el primer grado hasta la secundaria.

## Demografía
- Evolución de la población

| Evolución de la población del municipio de Elva | Evolución de la población del municipio de Elva | Evolución de la población del municipio de Elva | Evolución de la población del municipio de Elva | Evolución de la población del municipio de Elva | Evolución de la población del municipio de Elva | Evolución de la población del municipio de Elva | Evolución de la población del municipio de Elva | Evolución de la población del municipio de Elva | Evolución de la población del municipio de Elva | Evolución de la población del municipio de Elva | Evolución de la población del municipio de Elva | Evolución de la población del municipio de Elva |
| Año                                             | 1959                                            | 1970                                            | 1979                                            | 1989                                            | 2000                                            | 2001                                            | 2002                                            | 2003                                            | 2004                                            | 2005                                            | 2006                                            | 2007                                            |
| ----------------------------------------------- | ----------------------------------------------- | ----------------------------------------------- | ----------------------------------------------- | ----------------------------------------------- | ----------------------------------------------- | ----------------------------------------------- | ----------------------------------------------- | ----------------------------------------------- | ----------------------------------------------- | ----------------------------------------------- | ----------------------------------------------- | ----------------------------------------------- |
| Población                                       | 4.800                                           | 6.365                                           | 6.358                                           | 6.325                                           | 6.020                                           | 5.996                                           | 5.974                                           | 5.914                                           | 5.877                                           | 5.857                                           | 5.826                                           | 5.796                                           |
- Nacionalidad y lengua materna:

| Nacionalidad y lengua materna en Elva | Nacionalidad y lengua materna en Elva | Nacionalidad y lengua materna en Elva | Nacionalidad y lengua materna en Elva |
| Habitantes por nacionalidad           | Habitantes por nacionalidad           | Hablantes por lengua materna          | Hablantes por lengua materna          |
| Nacionalidad                          | Habitantes                            | Idioma                                | Hablantes                             |
| ------------------------------------- | ------------------------------------- | ------------------------------------- | ------------------------------------- |
| Estonios                              | 5.865                                 | Estonio                               | 5.684                                 |
| Rusos                                 | 31                                    | Ruso                                  | 249                                   |
| Ucranianos                            | 6                                     | Ucraniano                             | 23                                    |
| Bielorrusos                           | 1                                     | Bielorruso                            | 4                                     |
| Finlandeses                           | 5                                     | Finés                                 | 32                                    |
| Letones                               | 3                                     | Letón                                 | 5                                     |
| Otras                                 | 2                                     | Otros                                 | 12                                    |
| Sin definir                           | 82                                    | Sin identificar                       | 11                                    |
| Desconocida                           | 25                                    |                                       |                                       |

## Lugares de interés
Los edificios más notables de la ciudad son la estación del ferrocarril, en la que se encuentra la oficina turística, y el ayuntamiento. Además en Elva se localiza el museo del condado de Tartu.

## Deportes
La ciudad cuenta con un equipo de fútbol el FC Elva que en la temporada 2007-08 ha descendido a la tercera división estonia.

## Ciudades hermanadas
| Ciudades hermanadas con Elva | Ciudades hermanadas con Elva |
| Ciudad                       | País                         |
| ---------------------------- | ---------------------------- |
| Kempele                      | Finlandia                    |
| Kristinehamn                 | Suecia                       |
| Perniö                       | Finlandia                    |